# Интернет-эстетика
Интернет-эстетика (англ. internet aesthetic), также именуемая онлайн-эстетикой, представляет собой стиль визуального искусства, иногда сопровождаемый музыкальным жанром, который происходит из Интернета или популяризируется им. На протяжении 2010-2020-х годов интернет-эстетика набирала все большую популярность, особенно на платформах социальных сетей, таких как Tumblr, Pinterest, Instagram и TikTok.
Слово «эстетика» в данном контексте превращается из академического слова и чего-то, используемого художниками и авторами, в то, по чему можно классифицировать нашу собственную идентичность и собственный стиль. Такой переход, размытие границ между научным и повседневным, является характерной чертой XXI века. Интернет-эстетика яркий пример того, как в современном интернете "появляются первые проблески новой эстетической среды, особого рода искусства, являющегося частью жизни".

## История
Считается, что многие "интернет-эстетики" возникли на Tumblr, в том числе Тёмная академия, Cottagecore, Art Hoe, Coquette/Nymphet, и Weirdcore.
Наибольшую распространённость интернет-эстетика имеет в молодёжном сегменте интернета. В 2010-х, тренды в социальных сетях начинают преобладать над имеющимися субкультурами (панки, эмо, готы) оффлайн-жизни, что нивелирует границы между представителями разных молодёжных течений. Интернет-эстетика не разобщает молодое поколение, а объединяет и пересекает, попутно развиваясь сама и генерируя новые течения.
Свою пиковую популярность феномен интернет-эстетики получил в 2020-х годах, в том числе благодаря пандемии COVID-19, сопровождаемой режимами самоизоляции, приводящими к увеличению пользования интернетом. В России, ввиду инклюзивности большого числа интернет-пользователей от западных платформ, тренд интернет-эстетики формировался по нагоняющему принципу - с определённым опозданием. Однако, ряд "эстетик" косвенно совпадали с некоторыми трендами реальной жизни (например, cottagecore созвучен развитию сельского туризма).
Aesthetics Wiki, вики-сообщество, размещенное на сайте Fandom, часто упоминается ввиду своей большой базы данных об эстетике в Интернете. По данным The Atlantic, только за январь 2021 года, страницы Aesthetics Wiki были просмотрены около 4 миллионов раз.
В 2022 году Ребекка Дженнингс из Vox утверждала, что многие тренды TikTok проходят в одной тенденции, назвав ее "TikTok couture" и определив ее как "способ описать объединение тенденций, которые материализуются в TikTok, будь то подростки, экспериментирующие с одеждой, которую они приобрели в местном благотворительном магазине, или пожилые люди, возвращаясь к субкультурным стилям своей юности, или от профессиональных и любительских наблюдателей за тенденциями, объединяющих эстетические подсказки в единую теорию того, что будет дальше". Дженнингс добавляет, что "с помощью сверхзаряженного алгоритма TikTok, который за несколько часов или дней распространяет вирусный контент среди миллионов пользователей. Эти видеоролики формируют то, что основная культура считает стильным, и, следовательно, могут повлиять на то, что мы сами будем носить".
В июле 2022 года Сара Спеллингс из Vogue заявила, что наблюдается "рост гиперспецифичной интернет-эстетики".

## Основные течения

### Soft Grunge/2014 Tumblr Girl
Первоначально упоминаемая как soft grunge в начале 2010-х годов, эстетика «Tumblr Girl 2014», приобрела возрождение популярности в начале 2020-х годов, особенно пользователями TikTok, использующих её в ностальгическом смысле. Данная эстетика включает в себя музыку таких артистов, как Лана Дель Рей, The 1975, Arctic Monkeys и моду, вдохновленную гранжем.

### Вейпорейв
Вейпорейв (англ. vaporwave) — эстетика, которая включает в себя электронную музыку, стиль визуального искусства и мемы, появившиеся в начале 2010-х годов. Он частично определяется замедленными, рублеными и привинченными сэмплами смус-джаза, лифтовой музыки, R&B и лаунж-музыки 1980-х и 1990-х годов. Окружающая субкультура иногда ассоциируется с неоднозначным или сатирическим взглядом на потребительский капитализм и поп-культуру и, как правило, характеризуется ностальгическим или сюрреалистическим взаимодействием с популярными развлечениями, технологиями и рекламой предыдущих десятилетий. Визуально он включает в себя ранние интернет-изображения, веб-дизайн конца 1990-х годов, глитч-арт, аниме, 3D-визуализированные объекты и киберпанк-тропы в своих изображениях и музыкальных клипах.

### Сипанк

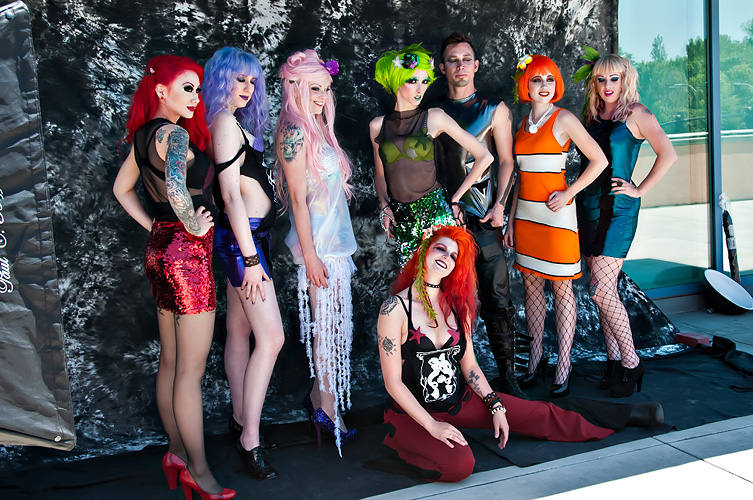
Вечеринка в стиле сипанк

«Сипанк» (англ. seapunk) — субкультура, которая возникла на Tumblr в 2011 году. Она связана с водным тематическим стилем моды, 3D-сетевым искусством, иконографией и аллюзиями на популярную культуру 1990-х годов. Сипанк приобрел ограниченную популярность, поскольку он распространился через Интернет, однако ему приписывают новый виток развития чикагской клубной жизни.

### Unicorn trend
Unicorn trend — это тенденция проектировать и потреблять предметы, одежду и еду с радужной и яркой цветовой палитрой, которая приобрела сильную популярность с 2016 года, особенно среди миллениалов. Unicorn trend также характеризуется визуальной ценностью: китчевая эстетика современного изображения единорога обращается к людям, которые любят размещать в социальных сетях красочный и отфильтрованный контент, чтобы получить лайки.

### Тёмная академия

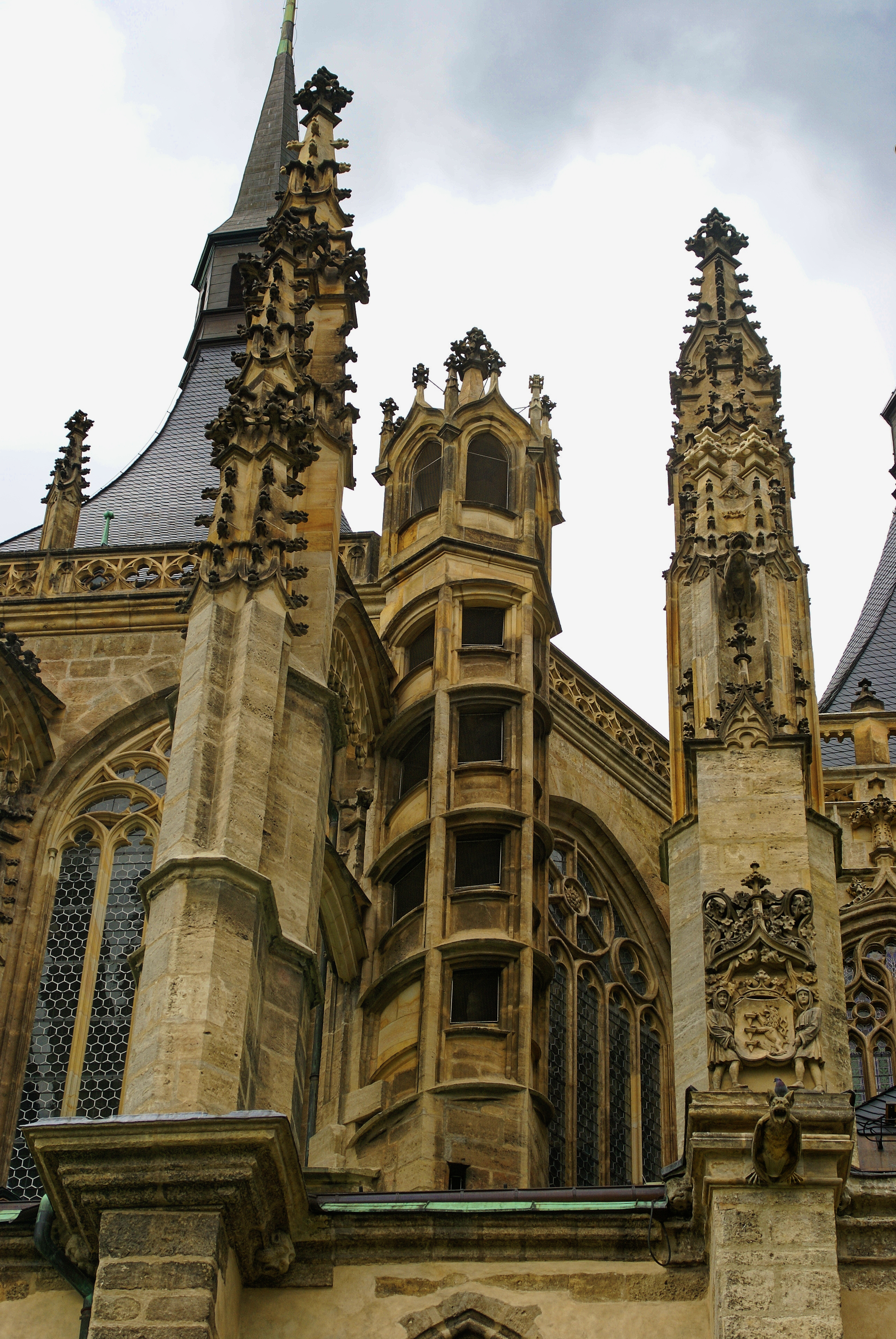
Характерная для тёмной академии архитектура

Тёмная академия — эстетика, которая фокусируется на высшем образовании, особенно XIX—XX веков, а также готической архитектуре с темной цветовой палитрой. По данным The Insider, тёмная академия зародилась в 2014 году на Tumblr, а затем снискала популярность в 2020 году во время пандемии COVID-19, в частности, в TikTok и Instagram. Кристен Бейтман из The New York Times заявляет: «Хотя неясно, как и где именно началась Тёмная академия, но многие пользователи указывают именно на Tumblr».

### Cottagecore

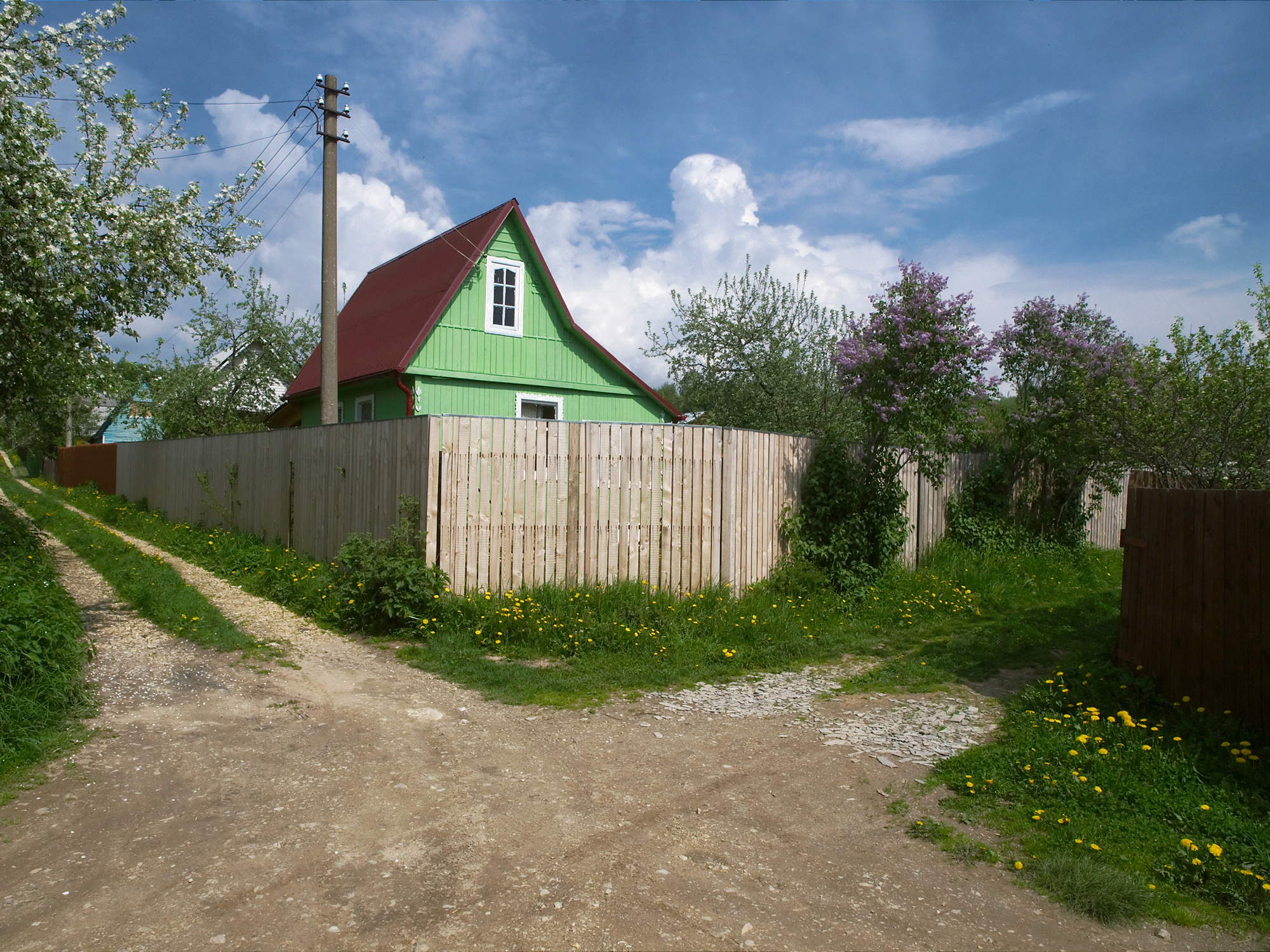
Характерная атмосфера для cottagecore

Cottagecore – эстетическая романтизация сельской жизни. Термин для эстетики был придуман в 2018 году на Tumblr. Эстетика приобрела большую популярность во время пандемии COVID-19 в 2020 году.

### Goblincore
Goblincore — эстетика и субкультура, вдохновленная фольклором гоблинов, сосредоточенная на популяризации и объективизации природных экосистем, обычно считающихся менее красивыми по общепринятым нормам, таким как почва, животные и подержанные предметы.

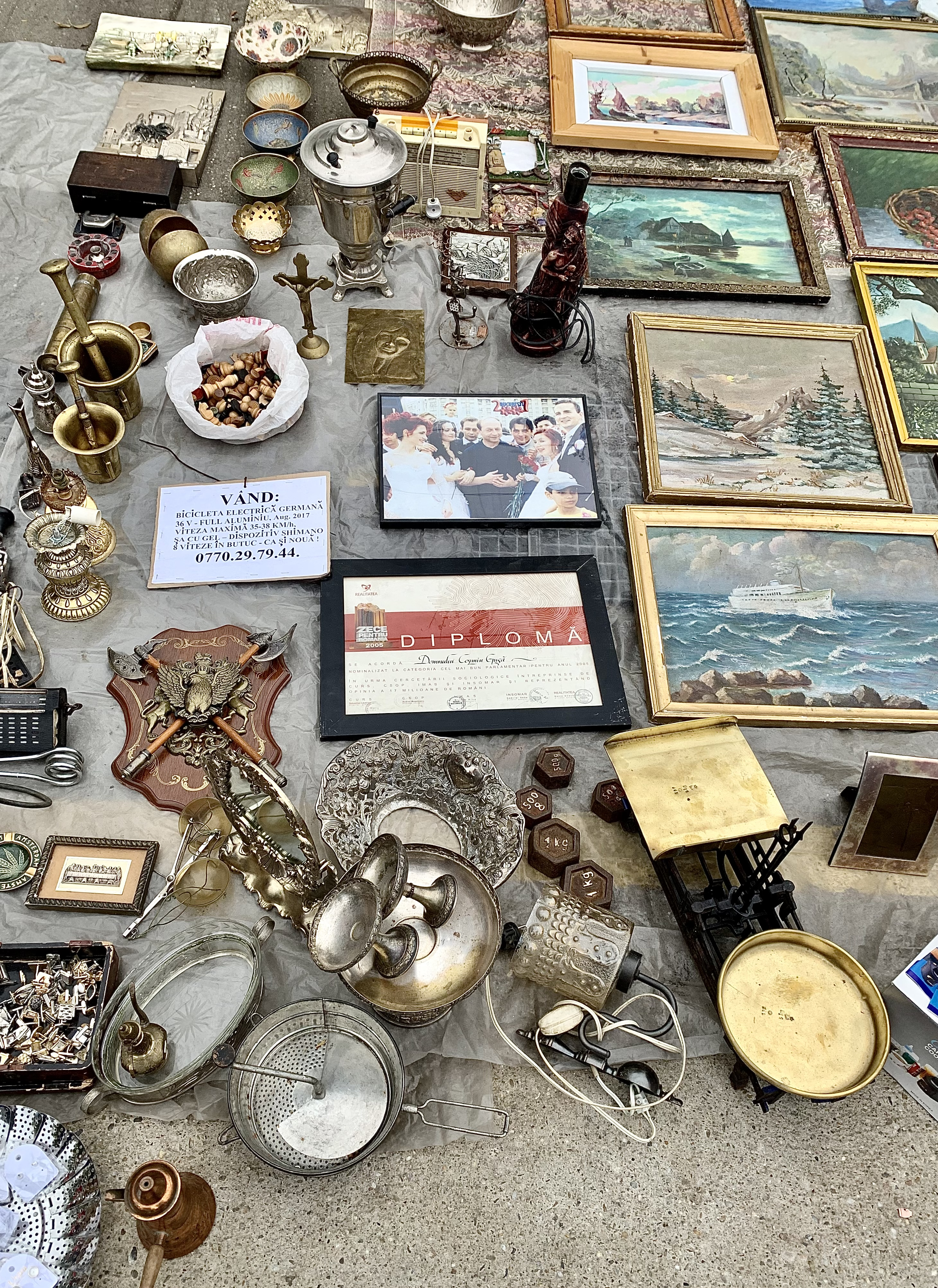
Стихийные рынки — кладовая находок для последователей goblincore

### E-Kid
Эстетика E-Girl и E-Boy завоевала популярность в TikTok в течение 2019 года. Она представляют собой сочетание эмо, scene kids, готической моды в сочетании с японской уличной модой (например, аниме, косплей, каваи и лолита) и модой K-pop.

### VSCO girl
VSCO girls или VSCO kids появились среди подростков примерно в середине-конце 2019 года. Названные в честь приложения для фотографии VSCO, VSCO girls одеваются и действуют таким образом, чтобы быть почти неотличимыми друг от друга, используя футболки большого размера, толстовки или свитера, Fjällräven Kånkens, скранчи, Hydro Flasks, Crocs, браслеты Pura Vida, полароиды, Carmex, металлические соломинки, браслеты дружбы, Birkenstock, ожерелья из ракушек и другие элементы пляжной моды. Экологизм, и особенно темы, связанные с сохранением морских черепах, также рассматривается как часть эстетики VSCO.

### Soft Girl
Soft Girl — молодёжная субкультура, которая возникла среди подростков примерно в середине-конце 2019 года. Это стиль моды, популярный среди некоторых молодых женщин в социальных сетях, основанный на нарочито милом, женственном взгляде с феминным отношением к девушке. Быть Soft Girl также может означать быть нежной и ранимой личностью. Тренд состоит в основном из пастельных тонов, Y2K, аниме, K-pop и одежды, вдохновленной 90-ми, а также милых и ностальгических принтов. Эстетика Soft Girl — это субкультура, которая обрела преобладающую популярность через социальное приложение TikTok.

### Indie Sleaze/Indie Kid
Indie sleaze был модной эстетикой, популярной в США и Великобритании примерно с 2006 по 2012 год. Вдохновленный как модой 1980-х годов, так и гранж-модой, часто называемый эквивалентом хипстерам, indie sleaze была описана некоторыми как оптимистичный ответ на Великую рецессию. Она определялась дешёвой одеждой, любительской флэш-фотографией и гедонизмом. Популяризированная в течение 2020 года на платформах социальных сетей, таких как Instagram и TikTok, эстетика indie kid характеризуется чрезмерно насыщенными фотографиями, кроп-топами, мешковатыми штанами, теннисными юбками из тартана, рубашками поло, ботинками на платформе или кроссовками, а также брендами в целом, наряду с энергетиком Monster Energy, который также считается «основным продуктом» в данной субкультуре.

### Fairycore
Fairycore — эстетика, ориентированная на образы и моду, связанные с феями. Натали Мики из журнала Fashion Magazine заявила, что «эстетика часто соединяет туманную пастельную цветовую палитру и нетрадиционные ткани, такие как шелк, вязанные крючком и тюль, чтобы сделать вздымающиеся силуэты. Цель состоит в том, чтобы, в буквальном смысле, выглядеть как фея». Согласно Teen Vogue, Grunge Fairycore, или Fairy Grunge, фокусируется на нейтральных, землистых цветах, темных цветовых палитрах и «плавных крестьянских юбках, кружевах, рваных колготках, ленте, вязаных свитерах, грелках для ног и корсетах». Некоторые также могут носить крылья на ремешке и заостренные уши. Одежда, как правило, дешёвая.

### Clean Girl
Популяризированная в 2022 году в TikTok, эстетика, по словам Bustle, «о негабаритных, спортивных основах» и состоит из таких предметов, как «простые кроп-топы, джинсы с высокой посадкой, изысканные золотые украшения и соответствующие спортивные наборы». По словам Refinery29, эстетика «в основном является просто минималистским макияжем», которого можно достичь «значительно меньшим усилием», объясняя это как на причину популярности.

### Barbiecore
Barbiecore, также известная как Bimbocore, является американской и канадской феминистской субкультурой моды, которая восстанавливает сексистские стереотипы женщин-знаменитостей из 2000-х годов. Тренд состоит в основном из обесцвеченных светлых волос, millennial pink, Y2K, Juicy Couture, Von Dutch, Эду Харди, скудной обтягивающей одежды, модных аксессуаров, вдохновленных McBling, а также соответствующей поп-музыки. Barbiecore завоевал популярность в левых сообществах TikTok, которые также подвергались критике за гламуризацию образа жизни sugar baby и платформ для взрослых, таких как OnlyFans, но всё это так и не положило конец популярности движения среди поколения Z.

## Критика
Некоторые интернет-эстетики получили критические оценки. В мае 2021 года некоторые пользователи TikTok запустили сатирическую эстетику «Americancore», чтобы высмеять тех, кто называет восточноазиатские культуры эстетикой, в частности термины Japancore и Kawaiicore. Эта тенденция была специально нацелена на тех, кто ходил в азиатские продуктовые магазины, чтобы снимать видео, а пользователи тренда вместо этого шли в Wallmart, американскую сеть супермаркетов, чтобы поиздеваться над этими видео. Внештатный культурный критик на Vice заявил: «Эти видео для многих людей формируют повествование, которое влияет на то, что посторонние думают о конкретной культуре, и они вообще не предназначены для азиатских людей в данном случае, потому что к ним относятся почти как к музейным экспонатам». Морган Сун из Mashable описал американскую тенденцию как «обратный ориентализм в его лучшем проявлении». Напротив, Кайл Чайка из The New Yorker заявил, что «в попытке высмеять невежественных белых покупателей, как утверждали некоторые [пользователи], этот термин в конечном итоге высмеивает опыт тех, для кого белая американская культура действительно захватывающе чужда».
Эстетика «Clean Girl» подверглась критике за то, что она якобы усиливала «исключительные евроцентричные стандарты красоты» и «[ставила] худых, богатых белых женщин впереди и в центре внимания в качестве выдающейся амбициозной фигуры в TikTok». Темную академию также называют евроцентричной, а Асил Сахиб из Bossy заявил, что «как и многие другие эстетики, тёмная эстетика не имеет представительства и по своей сути европоцентрична». Амаль Абди из Refinery29 заявила: «Как и cottagecore, тёмная академия была подвергнута критике за ее элитарность и европоцентризм, чего следует ожидать, когда целая субкультура посвящает себя исторически белой эстетике западного литературного канона», а также добавляет, что эстетика «также подверглась критике за романтизацию проблем психического здоровья». но также заявляя, что «тёмная академия освобождает своих пользователей через свое пространство для творчества».